# Керимзаде, Фарман Исмаил оглы
Фарман Исмаил оглы Керимзаде (азерб. Fərman İsmayıl oğlu Kərimzadə; 3 марта 1937, село Беюк Веди, Армения — 17 марта 1989, Баку, Азербайджан) — азербайджанский писатель, переводчик, редактор, сценарист, режиссёр и кинорежиссёр.

## Биография
Этнический курд. Фарман Каримзаде родился 3 марта 1937 года в селе Беюк Веди Вединской области Армении. В 1944—1951 гг. там же получил начальное образование и в 1954 году окончил среднюю школу в селе Шахсеван Бейлаганского района. В 1949 году пережил вместе с семьёй депортацию из родной деревни в Бейлаган (тогда город назывался Ждановск). В 1955 г. поступил учиться в Государственную художественную школу имени Азим Азимзаде. Далее около года учительствовал в Бейлагане. С 1962 по 1965 учился в Москве во Всесоюзном государственном институте кинематографии. После окончания ВУЗа работал переводчиком, заведовал отделом в газете «Апшерон», в 1966—1970 гг. работал в журнале «Литература и культура», в 1970—1970 гг. был членом коллегии киностудии «Азербайджанфильм» им. Дж. Джабарлы. Член Союза писателей Азербайджана с 1968 года.
В 1958 году писателем была создана повесть «Обувь 41-го размера». Теме Великой Отечественной войны посвящены также произведения «Последний экспонат» (азерб. Sonuncu eksponat; 1961) и «Свадебный барашек». Повесть «Последний экспонат» — это трогательная история о бедной матери, потерявшей на войне своего сына. Теперь, видя в музее его рубашку, сшитую ею самой, матери становится ещё больней, ведь смотрители музея абсолютно не следят за экспонатами, и рубашка её любимого сына до дыр изъедена молью.
Самыми плодотворными годами в литературном творчестве Фармана Керимзаде были 1980-е годы. Преимущественно он писал на историческую тему: среди исторических романов Керимзаде — «Худаферинский мост» (азерб. Xudafərin körpüsü; 1981), «Чалдыранское сражение» (азерб. Çaldıran döyüşü; 1984—1985, о сефевидо-османской войне и жизни Шаха Исмаила Хатаи), «Честь Тебриза» (азерб. Təbriz namusu), «Смерть старого орла» (1988), «Снежный перевал» (азерб. Qarlı Aşırım; 1986—1987).
В области кинематографии Керимзаде работал режиссёром или редактором на съёмках таких фильмов, как «Поёт Шовкет Алекперова» (1970), «Последний перевал» (1971), «Камень терпит» (1973), «Звук свирели» (1975), «Дервиш взрывает Париж» (1976), «Шах и слуга» (1976) и др. Ему принадлежат сценарии фильмов «Последний перевал» (1971), «Колокольчик» (1973), «Четыре воскресенья» (1975), «Жена моя, дети мои» (1978).
Фарман Керимзаде являлся патриотом Азербайджана. После начала Карабахского конфликта в 1988 году он сам лично встречается с политиками, генералами, всевозможными высокопоставленными лицами, в Баку, и Москве. Возможно, именно из-за всех этих событий сердце Фармана Керимзаде не выдержало, и спустя год он умер от инсульта в возрасте 52-х лет.

## Творчество
- Обувь 41-го размера: Повесть, 1958.
- Последний экспонат: Роман. Баку: 1961.
- Снежный перевал: Роман. Баку: 1971.

- Мост Худаферин: Роман. Баку: Язычы, 1982, 382 с.[5]
- Чалдыранское сражение: Роман. Баку: 1988.
- Гордость Тебриза: Роман.
- Смерть старого орла: Роман. Баку: 1991.

## Фильмография

### Режиссёрские работы
- 1970 — Поёт Шовкет Алекперова
- 1971 — Последний перевал
- 1973 — Парни нашей улицы
- 1973 — Камень терпит
- 1975 — Звук свирели
- 1976 —Дервиш взрывает Париж
- 1976 — Шах и слуга

### Сценарные работы
- 1971 — Последний перевал
- 1973 — Колокольчик
- 1975 — Четыре воскресенья
- 1978 — Жена моя, дети мои